# Máriakút
Máriakút (1899-ig Rafajócz, szlovákul: Rafajovce) község Szlovákiában, az Eperjesi kerületben, a Varannói járásban.

## Fekvése
Varannótól 28 km-re északkeletre, az Alacsony-Beszkidek déli részén, az Ondalík-patak völgyében fekszik.

## Története
A régészeti leletek szerint itt már az újkőkorban, az i. e. 2000–1700 közötti időben éltek emberek. Erről tanúskodnak a határában feltárt sírok.
Máriakút egyébként a vidék egyik legfiatalabb települése, melyet a 16. században a vlach jog alapján telepítettek oláh és ruszin pásztorokkal. 1596-ban „Rafayocz” a település neve. A falu temploma több, mint háromszáz éve búcsújáróhely. Templomának kegyképéhez csodás események kötődnek. Amikor a falu temploma leégett, egyedül a kegykép maradt sértetlen. A képet ezután a szomszédos falu templomába vitték, az azonban csodálatos módon mindig hazatért. Ezután elhatározták egy új templom építését, melyet 1750-ben szenteltek fel. 1773-ban „Rafajowcze”, 1786-ban „Rafajocz” néven említik.
A 18. század végén Vályi András így ír róla: „RAFAJÓCZ. Tót falu Zemplén Vármegyében, földes Urai Jekelfalusi, és Lengyel Urak, lakosai katolikusok, fekszik Gyapalócz, és Holcsikóczhoz közel, dombos határja három nyomásbéli, gabonát, árpát, zabot terem, földgye veres agyagos, vőlgyes, és bikkes erdeje van, szőleje nints, piatza Varannón, széna nélkűl szűkölködik.”
Fényes Elek 1851-ben kiadott geográfiai szótárában így ír a faluról: „Rafajócz, orosz falu, Zemplén vmegyében, Jankócz fil., 3 rom., 132 gör. kath., 5 zsidó lak., gör. templommal, 336 hold szántófölddel. F. u. Beőthy. Ut. p. Nagy-Mihály.”
Borovszky Samu monográfiasorozatának Zemplén vármegyét tárgyaló része szerint: „Máriakút, azelőtt Rafajócz, keletkezését a hagyomány a határhoz tartozó ú. n. csodakútnak tulajdonítja. Tény, hogy gör. kath. kőtemploma már 1536-ban épült, s hogy itt kétévenként búcsút tartanak. Különben a sztropkói uradalomhoz tartozott s az újabb korban a Jekelfalussyak, Szirmayak, Beőthyek s a gróf Sztárayak birtokába került, mely utóbbi családnak ma is nagyobb birtoka van itt. Ide tartozik Csaroda kerülő-lak. E ruthén kisközségnek 25 háza és 139 gör. kath. vallású lakosa van. Postája és távírója Kelcse, vasúti állomása Varannó.”
Magyar nevét 1907-ben búcsújáróhelyének gyógyerejű kútjáról kapta. A trianoni diktátumig Zemplén vármegye Sztropkói járásához tartozott.

## Népessége
| Év:            | 1994. | 2004.   | 2014.   | 2024.    |
| -------------- | ----- | ------- | ------- | -------- |
| Emberek száma: | 168   | 173     | 190     | 159      |
| Eltérés:       |       | +2,97 % | +9,82 % | -16,31 % |

| Év:            | 2023. | 2024.   |
| -------------- | ----- | ------- |
| Emberek száma: | 163   | 159     |
| Eltérés:       |       | -2,45 % |

1910-ben 128, túlnyomórészt ruszin lakosa volt.
2001-ben 182 lakosából 181 szlovák volt.
2011-ben 194 lakosából 167 szlovák és 20 cigány.

## Nevezetességei
- Görögkatolikus kegytemploma 1750-ben épült.